# William Stuart (Marineoffizier)
Lord William Stuart (* 18. November 1778; † 25. Juli 1814 auf See im Atlantischen Ozean) war ein britischer Politiker und Marineoffizier.

## Herkunft
William Stuart war der sechste Sohn von John Stuart, 4. Earl of Bute und dessen erster Ehefrau Hon. Charlotte Windsor, einer Tochter von Herbert Windsor, 2. Viscount Windsor. Sein Vater wurde 1796 zum Marquess of Bute erhoben, worauf William als jüngerer Sohn eines Marquess das Höflichkeitsprädikat Lord führte. Zwei seiner Brüder gingen ebenfalls zur Marine, nämlich Lieutenant Hon. Charles Stuart, der 1796 beim Untergang der Fregatte HMS Leda ums Leben kam, und der spätere Rear-Admiral Lord George Stuart.

## Leben
Stuart besuchte von 1789 bis 1791 das Eton College. 1797 trat er als Lieutenant in die Royal Navy ein und wurde bereits 1798 zum Commander und 1799 zum Capitain befördert. Er war unter anderem von 1801 bis 1803 Kommandant der Fregatte HMS Champion und von 1804 bis 1806 Kommandant der Fregatte HMS Crescent, mit denen er im Mittelmeer operierte. Von 1806 bis 1810 war er Kapitän der Fregatte HMS Lavinia, mit der er 1809 während der missglückten Walcheren-Expedition ein Fregattengeschwader bei dem Angriff auf Vlissingen führte.
Auf Veranlassung seines Vaters wurde Stuart 1802 als Nachfolger seines Bruders Evelyn Stuart als Abgeordneter für Cardiff in das House of Commons gewählt. Aufgrund seines Dienstes in der Royal Navy konnte er nur selten an den Sitzungen teilnehmen. Er wurde jedoch 1806, 1807 und 1812 wiedergewählt. Er starb während einer Rückreise von Jamaika an Bord des 74-Kanonen-Schiffs HMS Conquestador, dessen Kapitän er 1811 geworden war.

## Familie
Stuart hatte im Juni 1806 Hon. Georgiana Maude († 1807), eine Tochter von Cornwallis Maude, 1. Viscount Hawarden, geheiratet. Mit ihr hatte er eine Tochter, Georgina Stuart, die 1833 unverheiratet starb.